# عثمان باشا البوسني
عثمان باشا البوسني ((بالتركية: Boşnak Osman Paşa)‏؛ تُوفي في 1 أغسطس 1685) أو الهرسكي (تركية: Hersekli Osman Paşa)‏) رجل دولة عثماني شغل منصب حاكم إيالة دمشق (1676-1678، 1683) وإيالة الأناضول (1678-1680)، وإيالة مصر (1680-1683) و إيالة ديار بكر (1683)، وإيالة البوسنة (1684) ، وإيالة أغر (1685). يشير اسمه إلى توليه سنجق البوسنة أو سنجق الهرسك.
حين كان حاكماً لإيالة أغر أثناء الحرب التركية العظمى، تم القبض عليه خارج جدران قلعة أغر عندما بدأ النمساويين حصارهم عليها ومات في 1 أغسطس 1685.
تزوج عثمان باشا من ابنة قرة مصطفى باشا وكان له منها عدد من الأبناء.